# キャッチャー・イン・ザ・ライム
『キャッチャー・イン・ザ・ライム』は背川昇による日本の漫画作品。『ビッグコミックスピリッツ』（小学館）にて2017年34号から2018年21・22合併号まで連載された。
内気な女子高生がラップに出会ったことで自分を変えていく過程を描いている。ラッパーの般若、R-指定の2名が監修を務めた。キャッチコピーは『百合ラップ・コミック』（第29、30話の掲載当時のみ『ガールズ・ラップ・コミック』）。

## あらすじ
主人公である女子高生の高辻皐月は内気で引っ込み思案な性格のためこれまで上手くいかない日々を過ごしていたが、入学式の日に校内で同級生の南木原蓮と天頭杏の2人が披露していたラップのパフォーマンスに惹かれ、2人の創設したラップバトル部に加入し、少しづつ自分を変えていく。

## 登場人物

### ラップバトル部
高辻皐月（たかつじ さつき）
声 - 小倉唯（単行本発売時のラジオCM）
主人公の高校一年生。黒髪のロングヘアーで眼鏡をかけている。引っ込み思案な性格で思ったことを上手く口に出せず母親や学校の先生には叱られ続きの人生を過ごしており、沼津女子高の入学式当日も自己紹介ができず恥をかいていた。その日に蓮と杏によるラップバトルを目にして、言葉を次々と口に出していく姿に強く惹かれる。蓮たちに部に誘われるも当初は「喋るのが一番苦手なんで」と難色を示すが、徐々に気持ちを変え入部。部員たちとの触れ合いでラップを上達させ、性格も明るく変わっていき、杏の企画した部長争奪ラップバトル大会で優勝し部長に昇進するまでに至った。
ラップでは「膵癌」「入水」といった暗いワードばかり発していたのも徐々に直っており、棗たちに追い詰められる蓮を率先してラップで励ましたりもしている。
最終話では将来の夢はまだ定まっていないものの「言葉に関わる仕事」を目指していると語った。
南木原蓮（なぎはら れん）
皐月らの同級生でラップバトル部の創設メンバー。頭の大きなリボンが特徴。快活だが面倒臭がりな性格で、部員の勧誘に行かないのをよく杏に咎められていた。思ったことを何でも言ってしまう性格でもあり、入部当初の言葉が思うように出せない皐月にも厳しく接していた。
褒められるのに非常に弱く、顔を真っ赤にする場面が多い。部長争奪戦でもこれが原因で空木に敗れた。
ラップは歯に衣着せぬ物言いが特徴。「ラップの申し子」を自称している。
小学生時代はいじめられっ子で鬱屈した日々を過ごしており、このころに棗からラップを教わった。幼少期にいた母親は何らかの事情で蓮のもとを去っており、そこから父親が酒浸りになり、事あるごとに蓮に八つ当たりしている。
最終話で「人の役に立つことをしたい」という思いから医学部を目指していることが明かされた。
天頭杏（てんどう あんず）
皐月らの同級生で蓮と同じく部の創設メンバー。ふくよかな体型が特徴で、蓮にはその脚を「俵並み」「丸太」と揶揄される。
友達思いな性格。蓮とは小学生時代からの付き合いで、蓮に窮地を救われたことから仲を深め、互いのことを理解し合っている。
ラップは長文のライムを一気に捲し立てるスタイル。
将来は保育士を志望しているという。
春月空木（はるつき うつぎ）
皐月らの同級生。トランスジェンダーで戸籍上は男性である女子生徒。懸命に勧誘活動をする皐月の姿を見て入部してきた。
繰り出すワードのほとんどが下ネタで占められており、皐月らを驚かせた。部長争奪戦では決勝戦に進み皐月と対戦するが、突如降参して部長の座を皐月に譲り、自身は副部長に収まった。
連載後半、通学中に想い人の日向とすれ違いしばらく上の空になる。後に部員たちに彼について白状するが、女性としての姿で会いに行く自信はなく、また女の子らしさがわからないことや周囲の「可愛い」といった褒め言葉を信じられなかったことを打ち明けた。そこで杏にメイク術を指南され、後日に皐月と二人で女の子らしいファッションを模索。自信をつけた彼女は皐月を同行させその足で日向に会いに向かうが、そこで彼が彼女持ちだったことを知って半狂乱になり、周囲を怯えさせたのに気づいてその場を去る。自暴自棄になって履いていた靴を滝に投げ捨てその拍子に自身も滝に落下。そこに捨てられた靴を拾ってずぶ濡れの日向が現れる。そこでの日向の言葉が励ましになり、その後はこの出来事を笑顔で話せるほどに立ち直り気丈に振舞っている。
最終話では高校2年時に高校生ラップ選手権で優勝したことが明かされた（翌年にも出場したが同じトランスジェンダーの女子高生に敗れている）。
彩葉楓（いろは かえで）
ラップバトル部で唯一の二年生。ポニーテールと泣きぼくろが特徴。作詞やサンプリング曲の作曲が特技で、ブレイクダンスも披露するなど多芸。褒められると調子に乗るタイプ。
屋上で皐月らと出会い入部を請われるが「即興の奴らと一緒にされたくない」と首を縦に振らず、そこから「友情を試すため」に一行を登山に連れていく。そこで皐月が詠んだ山月記をモチーフにした詩に打たれ入部を決めた。部では主にDJを務める。
即興のラップは苦手であり、蓮を激励するために意を決して日本語と英語を織り交ぜたラップを繰り出すが場を白けさせてしまった。
29話で父親の仕事の都合で渡米することを明かしたが、部のことを想っていたことを感謝されて送り出された。
最終話では皐月を見るやいなや英語で叫びながら飛びつき、彼女との再会を一番に喜んでいた。渡米後は投稿したラップやブレイクダンスの動画が高い再生回数を記録し、ちょっとした有名人になったという。

### その他の人物
棘 棗（いばら なつめ)
沼津北女子高の一年生。柳には「ナツ」と呼ばれる。蓮の幼馴染で彼女にラップを教えた人物。貧乏な家庭で育ったいじめられっ子であり、不幸であることが人を強くすると信じ込んでいる。
蓮や柳とは小学校の同級生で同じ団地に住んでおりいつもつるんでいたが、彼女と柳がラップをいじめっ子への攻撃手段として用いるようになり蓮に縁を切られた（縁を切られた経緯は掲載当時に描かれず単行本で加筆された）。その後沼津女子高文化祭のステージの観覧に現れ蓮を動揺させた。
観覧の直後にラップバトル部の部室に他校生でありながら入部希望と称してやってくるがすぐに本性を現し、部活動で明るく変わった蓮にかつての不幸さを思い出させ強くさせるべくラップで追い詰めていき、これを受けて激励で対抗するラップバトル部ともやり合う。最後は押し負け、柳の提案した団地の子供たちとの交流に渋々ながら参加する。単行本では一連のエピソードが大幅に加筆修正され、彼女は立ち振る舞いがより悪辣に描かれているが、団地まで逃げていった蓮が給水塔に登った場面では流石に顔を青ざめさせている。
枝下柳（しだれ やなぎ）
棗と同じく沼津北女子高の一年生で蓮の幼馴染。男性である空木をも優に超える高身長（屈まないとドアも潜れないほど）と腰までのびるお下げ髪が特徴。棗を肩車して移動することが多いが、棗を天井にぶつけて負傷させる弊害が出ている。
精神が不安定な様子で、蓮に仲直りしたいと願い即座に拒否された直後、ひきつった笑顔のまま泣きながら血生臭い内容のラップを繰り出し皐月らを恫喝した。しかし棗の不幸話にラップバトル部が対抗し始めると徐々に考えを改める。
最後は騒動を見ていた、自身と似た境遇の子供たちを見て、ラップを通じての交子供たちとの交流を棗に提案した。
日向葵（ひなた まもる）
空木の小学校時代の同級生の男子生徒。花澄という彼女がいる。中学時代に空木が引きこもっていたため3年ほど会っていなかった。小学校時代は遠足に行った先でもノートを開いて勉強を始める変わり者だった。
3年ぶりに女性としての姿で会いに来た空木を見て彼女のことを思い出した。直後、空木が捨てた靴を拾いに現れ、そこで小学校時代の思い出話をする。彼曰く当時の彼女は校則に従わず先生としょっちゅう口論になっており、そんな姿を彼は自由に生きていると捉え、憧れだとも語った。